# Подградіє (округ Мартін)
Подградіє (словац. Podhradie) — село, громада округу Мартін, Жилінський край, регіон Турєц. Кадастрова площа громади — 16,4 км².
Населення 666 осіб (станом на 31 грудня 2018 року).

## Історія
Подградіє згадується 1699 року.

## Населення
| Рік:            | 1994. | 2004.   | 2014.   | 2024.   |
| --------------- | ----- | ------- | ------- | ------- |
| Кількість осіб: | 715   | 688     | 668     | 679     |
| Різниця:        |       | -3,77 % | -2,90 % | +1,64 % |

| Рік:            | 2023. | 2024.   |
| --------------- | ----- | ------- |
| Кількість осіб: | 676   | 679     |
| Різниця:        |       | +0,44 % |